# Petäjälampi (sjö i Lappland, lat 66,93, long 26,68)
Petäjälampi är en sjö i Finland. Den ligger i kommunen Kemijärvi i landskapet Lappland, i den norra delen av landet, 800 km norr om huvudstaden Helsingfors. Petäjälampi ligger 274 meter över havet. Arean är 12,4 hektar och strandlinjen är 1,64 kilometer lång. Sjön  ingår i Kemi älvs huvudavrinningsområde. 